# Zeche Sperberg
Die Zeche Sperberg ist ein ehemaliges Steinkohlenbergwerk in Sprockhövel-Niedersprockhövel in Nordrhein-Westfalen. Das Bergwerk war auch unter den Namen Zeche Sperbanck und Zeche Sperber bekannt. Das Bergwerk befand sich im Bereich Hohe Egge. Die Zeche Sperberg war eine von 19 Sprockhöveler Zechen, die auch als Crone'sches Revier bezeichnet wurden.

## Geschichte

### Die Anfänge
Am 17. Dezember des Jahres 1722 wurde ein Grubenfeld verliehen. Hauptgewerken waren Diedrich Ernst Mahler und Henrich Spännemann. Ab dem Jahr 1737 war das Bergwerk dann in Betrieb. Das Bergwerk baute im selben Flöz wie die Nachbarzeche Sperling ab, jedoch auf einem anderen Flügel. Die Söhne des Hauptgewerken Spännemann, Heinrich Rudolf Spennemann und Henrich Adam Spännemann waren Schichtmeister des Bergwerks. Aus dem Jahr 1754 sind die einzigen Belegschaftszahlen bekannt, das Bergwerk war mit sechs Bergleuten belegt. Ab dem Jahr 1769 wurde das Bergwerk Zeche Sperling&Sperberg genannt. Ab dem Jahr 1783 wurde das Grubenfeld durch den Spennemanns Erbstollen der Zeche Haberbank gelöst. Am 14. Juli des Jahres 1784 wurde das im Betrieb befindliche Bergwerk durch den Leiter des märkischen Bergamtsbezirkes, den Freiherrn vom Stein befahren. Vom Stein machte in seinem Protokoll Angaben über den Zustand des Bergwerks und die Leistung der dort beschäftigten Bergleute. Im Jahr 1796 wurde im Bereich der Schächte Rudolf und Diedrich Ernst abgebaut. Zur selben Zeit war auch die Zeche Sperling im Bereich des Schachtes Diedrich Ernst in Betrieb.  Ab diesem Jahr gehörte das Bergwerk zum Befahrungsrevier des Obersteigers Hilgenstock.

### Der weitere Betrieb
Im Jahr 1800 war der Schacht Fernerglück in Förderung. Im Jahr 1805 waren die Schächte Joel, Regina und Fernerglück in Betrieb. In diesem Jahr wurden 36.734 Ringel Steinkohle gefördert. Im Jahr 1808 war der Maschinenschacht Caroline in Betrieb. Der Schacht war mit einer Wasserhaltungsmaschine ausgerüstet, die noch von Hand gesteuert wurde. Im darauffolgenden Jahr wurden 3866 Tonnen Steinkohle gefördert. Im Jahr 1810 waren die Schächte Caroline, Heinrich, Friedrich, Petri, Friederica, Ludwig und Lux in Betrieb. Im Jahr 1815 waren die Schächte Heinrich, Hiob und Sophia in Betrieb. Ab dem Jahr 1817 wurde die Zeche Sperberg nicht mehr in den Unterlagen genannt. Am 11. April des Jahres 1853 wurde die Berechtsame vom Bergamt gelöscht.

## Heutiger Zustand
Heute erinnert noch die Hinweistafel des Maschinenschachtes Caroline an die ehemalige Zeche Sperberg. Der Schacht, der später mehrere Jahre von der Zeche Vereinigte Schelle & Haberbank genutzt wurde, ist heute Bestandteil des Pleßbachweges.